# 54563 Kinokonasu
54563 Kinokonasu è un asteroide della fascia principale. Scoperto nel 2000, presenta un'orbita caratterizzata da un semiasse maggiore pari a 3,1100744 UA e da un'eccentricità di 0,1916558, inclinata di 11,87912° rispetto all'eclittica.
L'asteroide è dedicato all'autore giapponese Kinoko Nasu.